# Przybysławice (Proszowice)
Pour les articles homonymes, voir Przybysławice.
Przybysławice est une localité polonaise de la gmina de Nowe Brzesko, située dans le powiat de Proszowice en voïvodie de Petite-Pologne.